# Eucereon nigripalpis
Eucereon nigripalpis là một loài bướm đêm thuộc phân họ Arctiinae, họ Erebidae.